# داود راجحة
داود راجحة (1947 - 18 يوليو/تموز 2012)، نائب رئيس الوزراء وزير الدفاع السوري برتبة عماد . عُيّن في منصبه وزيرًا للدفاع في 8 أغسطس 2011 في حكومة عادل سفر، وذلك خلفًا للعماد علي حبيب، وذلك بمرسوم جمهوري اعتبر التعديل الأول في حكومة سفر. وأعيد تعيينه بنفس المنصب في 23 يونيو 2012 في حكومة رياض حجاب، واستمر في منصبه حتى مقتله في 18 يوليو/تموز 2012 بتفجير مبنى الأمن القومي.

## حياته
ولد في دمشق وتعود أصول عائلته إلى عربين في ريف دمشق. تخرج من الكلية الحربية عام 1968 باختصاص مدفعية ميدان، واتبع دورات تأهيلية عسكرية مختلفة بما فيها دورة القيادة والأركان ودورة الأركان العليا.
تدرج بالرتب العسكرية إلى رتبة لواء عام 1998 وإلى رتبة عماد عام 2005، وشغل مختلف الوظائف العسكرية من قائد كتيبة إلى قائد لواء وشغل منصب مدير ورئيس لعدد من الإدارات والهيئات في القوات المسلحة ونائبًا لرئيس هيئة الأركان عام 2004. خلال الانتفاضة الشعبية المندلعة في سوريا اعتبر أنّ بلاده تتعرض لمؤامرة كبرى وحرب حقيقية تستهدف كيانها، واتهم الغرب باختلاق الأحداث. وخلال توليه مسؤولية وزارة الدفاع قام الجيش السوري بمحاولة إعادة السيطرة على عدد من المدن السورية التي فقد السيطرة عليها أثناء الثورة السورية 2011، وهو ما جعل اسم راجحة يندرج في قائمة العقوبات الأوروبية والأمريكية والعربية مع 12 وزيرًا آخر، لاتهامه بأنه أحد أبرز المسؤولين عن عمليات القتل والقمع في البلاد.
ويقال أنه قام بزيارة روسيا سرًا كما نقلت تقارير صحفية، بهدف إبرام عقود جديدة للسلاح وتوسيع عقود قديمة، كما قام بزيارة الأسطول الروسي عند زيارته مرفأ طرطوس. وهو أول مسيحي يصل إلى رتبة وزير الدفاع منذ وصول حزب البعث إلى الحكم في سوريا.

## التكوين و التعليم العسكري العالي
- دورة الضابط ، سلاح المدفعية، المدرسة الحربية، حمص
- دورة الأركان، سورية
- دورة القيادة و الأركان، سورية
- دورة الأركان العليا (دورة الحرب)، سورية

## مقتله
بعد ما يقرب من شهرين من تاريخ وفاته المزعومة، قُتل داوود راجحة في تفجير استهدف اجتماع "خلية إدارة الأزمة" الذي عُقد في مبنى الأمن القومي السوري في ساحة الروضة بدمشق. وأسفر الهجوم أيضًا عن مقتل كل من حسن توركماني وآصف شوكت، وهما من أبرز أعضاء الدائرة الأمنية العليا للنظام السوري.
عقب الحادث، أعلن الرئيس بشار الأسد تعيين فهد جاسم الفريج خلفًا لراجحة في منصب وزير الدفاع، فيما أُعلن أن قناة الدنيا ستقوم ببث تشييع الجنازة.
أُقيمت جنازة رسمية في 20 يوليو 2012 في دمشق لكل من داوود راجحة، حسن توركماني، وآصف شوكت، دون مشاركة الأسد، الذي مثله في المراسم نائبه فاروق الشرع. كما أُجري مراسم عسكرية تكريمية في ضريح الجندي المجهول على جبل قاسيون المطل على العاصمة دمشق.